# واینمانت (آلاباما)
واینمانت (به انگلیسی: Vinemont) یک منطقهٔ مسکونی در ایالات متحده آمریکا است که در شهرستان کلمن، آلاباما واقع شده‌است. واینمانت  ۹٬۰۰۸ نفر جمعیت دارد و ۳۰۶٫۹۴ متر بالاتر از سطح دریا واقع شده‌است.